# Principat
Principatul este un teritoriu condus de un suveran care are titlu de principe.
În Evul Mediu, prin principat se înțelegea o entitate politică de prim rang, în interiorul unui stat suveran, care îngloba alte entități de ordin secundar, cum ar fi un comitat, marchizat sau ducat.
În zilele noastre, prin principat se înțelege un teritoriu independent și suveran, condus de un nobil monarh, cu rangul de principe. În Europa există trei principate: Liechtenstein, Monaco și Andorra, dar cel din urmă este condus de doi coprincipi, și anume de Președintele Franței și de Episcopul de Urgell (Spania).